# Deborah Dultzin Kessler
Deborah Dultzin Kessler (Monterrey, Nuevo León, Mèxic, 9 d'octubre de 1945) és una investigadora en astrofísica. La seva recerca s'enfoca en quàsars i altres centres de galàxies actives.

## Biografia
Va néixer en Monterrey, Nou León, Mèxic el 9 d'octubre de 1945. La seva mare, la pintora Fredzia Kessler, va emigrar a Mèxic de Polònia als set anys amb els seus pares. El seu pare, Leon Aryeh Dultzin, va ser un activista sionista, que va emigrar a Mèxic de Belarús en 1929. En 1956 ell es va anar a viure a Israel i ella va créixer amb la seva mare. Ella ha explicat que el seu amor a la ciència va sorgir en la seva infància, ja que quan era petita es quedava mirant el cel i que una vegada, quan algú li va preguntar que volia ser de gran ella va respondre "estrellífera".
Entre els seus interessos fora de la recerca es troben la literatura i la música. Canta en el Cor Filharmònic Universitari

## Educació
Va acabar la llicenciatura en física en la UNAM en 1968. Després d'acabar la llicenciatura es va anar a la Universitat Estatal de Moscou per cursar el mestratge en astrofísica. Després va continuar al doctorat, sent l'única dona que va ser deixebla del prominent científic Yakov B. Zeldovich. No va poder acabar la seva tesi per problemes de salut i va tornar a Mèxic en 1973 on va començar a treballar en l'Institut d'Astronomia de la Universitat Nacional Autònoma de Mèxic com a investigadora. Durant un any sabàtic en 1985 es va anar a la Universitat de Paris La Sorbona per acabar el doctorat que tenia pendent, el qual va completar el mateix any.

## Descobriments
Va participar en el descobriment de l'existència de dos forats negres en el nucli de l'objecte celeste anomenat OJ 287. Va contribuir notablement en la recerca de les propietats físiques i dinàmiques del gas proper a un forat negre. També va demostrar el paper que exerceix l'entorn proper de les galàxies actives en la seva evolució, a causa de forces de marea i interaccions gravitacionals amb altres galàxies properes.

## Premis
- Premi Ciutat Cabdal Heberto Castillo Martínez en la categoria Científiques Mexicanes. (2010).
- Premi Sor Juana Inés de la Cruz en la categoria de Científiques Mexicanes.

## Publicacions
- Dultzin, Deborah. (2009). Cuásares i nuclis actius de galàxies. Ciències 95, juliol-setembre, 54-61. En línia
- Dultzin, Déborah (1988) Cuásares. En els confinis de l'univers Fons de Cultura Econòmica.